# Contabilidade do crescimento
A contabilidade do crescimento é um procedimento usado em economia para medir a contribuição de diferentes fatores no crescimento econômico e para indiretamente computar a taxa de progresso tecnológico, medido como um resíduo, em uma economia. Esta metodologia foi introduzida por Robert Solow em 1957.
A contabilidade do crescimento decompõe a taxa de crescimento do produto total de uma economia entre o que se deve a aumentos na quantidadade dos fatores usados - normalmente a quantidade de capital e trabalho - e o que não pode ser contabilizado pelas mudanças observáveis na utilização do fator. A parte inexplicável do crescimento no PIB é então usada para representar aumentos na produtividade (obtendo mais produto com as mesmas quantidades de insumos) ou uma medida do progresso tecnológico em sentido lato.
A técnica tem sido aplicada a virtualmente toda economia no mundo e uma descoberta comum é que níveis observados de crescimento econômico não podem ser explicados simplesmente por mudanças no estoque de capital na economia ou população e nas taxas de crescimento da força de trabalho. Por isso, o progresso tecnológico exerce um papel central no crescimento econômico dos países,ou na falta dele.

## Exemplo

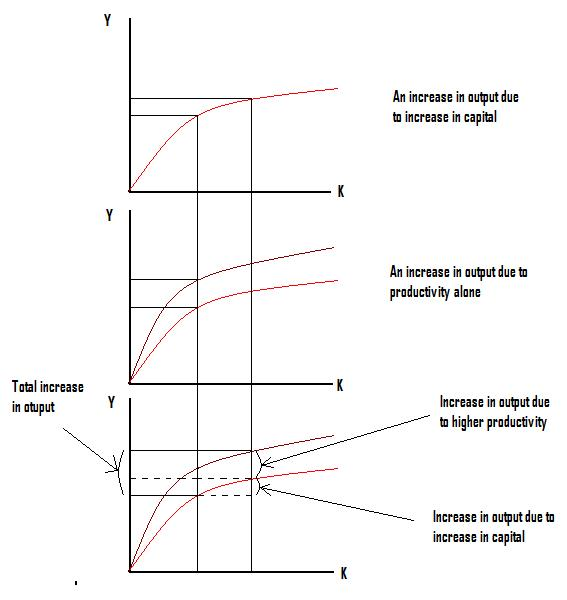
Decomposição do aumento no produto naquele devido à tecnologia e naquele devido ao aumento de capital

Em um exemplo abstrato, considere-se uma economia cujo produto total (PIB) cresce à taxa de 3% ao ano. Durante o mesmo período seu estoque de capital cresce a 6% ao ano e sua força de trabalho a 1%. A contribuição da taxa de crescimento do capital no produto é igual àquela taxa de crescimento poderada pela participação do capital no produto total e a contribuição do trabalho é dada pela taxa de crescimento do trabalho ponderada pela participação do trabalho na renda. Se a participação do capital no produto é de 1/3, então a participação do trabalho é de 2/3 (assumindo que esses são os únicos dois fatores de produção). Isto significa que a porção do crescimento no produto que se deve a mudanças nos fatores é 0.06*(1/3)+0.01*(2/3)=0.027 ou 2.7%. Isto significa que há ainda 0,3% do crescimento no produto que não pode ser contabilizado. Esse restante é o aumento na produtividade dos fatores que ocorreu durante o período, ou a medida do progresso tecnológico durante o período considerado.

## Derivação técnica
O produto total de uma economia é modelado como sendo produzido por vários fatores de produção, com o capital e a força de trabalho sendo os fatores primários nas economias modernas (apesar de a terra e os recursos naturais poderem também ser incluídos). Isto é normalmente capturado por uma função produção agregada:
{\displaystyle Y=F(A,K,L)}
onde Y é o produto total, K é o estoque de capital na economia, L é a força de trabalho (ou população) e A é um fator que engloba a tecnologia, papel das instituições e outras forças relevantes que medem quão produtivamente o capital e o trabalho são usados na produção.
As suposições padrões na forma da função F(.) são que ela cresce em K, L, A (se aumentar a produtividade ou a quantidade dos fatores usados, será obtido mais produto) e que ela é homogênea de grau um, ou em outras palavras, que há retornos constantes de escala (o que significa que se dobrar tanto K quanto L, será obtido o dobro de produto). A suposição de retornos constantes de escala facilita a suposição da competição perfeita que, por sua vez, implica que os fatores alcançam sem produtos marginais:
{\displaystyle {dY}/{dK}=PMPK=r}
{\displaystyle {dY}/{dL}=MPL=w}
onde MPK denota as unidades a mais do produto produzidas com uma unidade adicional de capital, ocorrendo o mesmo com o MPL. Os salários pagos ao trabalho são denotados por w e a taxa de lucro ou a taxa real de juros é denotada por r. Note-se que a suposição de competição perfeita possibilita considerar os preços como dados. Por simplicidade, assume-se o preço unitário (i.e. P=1), e assim as quantidades também representam valores em todas as equações.
Se  for diferenciada totalmente a função produção acima, obtém-se:
{\displaystyle dY=F_{A}dA+F_{K}dK+F_{L}dL}
onde {\displaystyle F_{i}} denota a derivada parcial com respeito ao fator i, o para o caso do capital e do trabalho, os produtos marginais. Com competição perfeita, essta equação se torna:
{\displaystyle dY=F_{A}dA+MPKdK+MPLdL=F_{A}dA+rdK+wdL}
Se for dividida por Y e convertida cada mudança em taxas de crescimento, obtém-se:
{\displaystyle {dY}/{Y}=({F_{A}}A/{Y})({dA}/{A})+(r{K}/{Y})*({dK}/{K})+(w{L}/{Y})*({dL}/{L})}
ou denotando uma taxa de crescimento (mudança percentual sobre o tempo) de um fator como {\displaystyle g_{i}={di}/{i}}, obtém-se:
{\displaystyle g_{Y}=({F_{A}}A/{Y})*g_{A}+({rK}/{Y})*g_{K}+({wL}/{Y})*g_{L}}
Então {\displaystyle {rK}/{Y}} é a participação da renda total que vai para o capital, que pode ser denotado como {\displaystyle \alpha } e {\displaystyle {wL}/{Y}}, é a participação da renda total que vai para o trabalho, denotada por {\displaystyle 1-\alpha }. Isso permite expressar a equação acima como:
{\displaystyle g_{Y}={F_{A}}A/{Y}*g_{A}+\alpha *g_{K}+(1-\alpha )*g_{L}}
Em princípio, os termos {\displaystyle \alpha }, {\displaystyle g_{Y}}, {\displaystyle g_{K}} e {\displaystyle g_{L}} são todos observáveis e podem ser medidos usando métodos da contabilidade nacional (com o estoque de capital sendo medido usando taxas de investimento através do método do inventório perpétuo). O termo {\displaystyle {\frac {F_{A}A}{Y}}*g_{A}}, no entanto, não é diretamente observável visto que ele captura o crescimento tecnológico e melhoramento na produtividade que são independentes a mudanças no uso dos fatores. Este termo é normalmente chamado de resíduo de Solow ou crescimento da produtividade total do fator. Levemente rearranjando a equação anterior, pode-se medi-la como a porção do crescimento no produto total que não se deve ao crescimento (ponderado) dos fatores:
{\displaystyle SolowResidual=g_{Y}-\alpha *g_{K}-(1-\alpha )*g_{L}}
Outro modo de expressar a mesma ideia é em termos per capita (ou por trabalhador), no qual subtrai-se a taxa de crescimento da força de trabalho de ambos os lados:
{\displaystyle SolowResidual=g_{(Y/L)}-\alpha *g_{(K/L)}}
que afirma que a taxa de crescimento tecnológico é a parte da taxa de crescimento da renda per capita que não se deve à taxa de crescimento (ponderada) do capital por pessoa.